# Zenshū
Zenshu (全修。?) es una serie de anime original animada por MAPPA. Está dirigida por Mitsue Yamazaki y escrita por Kimiko Ueno.
Se estrenó el 5 de enero de 2025 en TV Tokyo y sus afiliados.

## Sinopsis
Después de graduarse, Natsuko Hirose se convierte en animadora y pronto en directora. Su primer anime es un éxito, pero su próximo proyecto, una comedia romántica, la supera debido a su inexperiencia en el amor.
Tras aparentemente morir luego de intoxicarse con la comida, se despierta en el mundo de su anime favorito de la infancia. Al principio se siente abrumada, pero descubre que puede cambiar la historia con sus habilidades de animadora.

## Personajes
Natsuko Hirose (広瀬ナツ子 Hirose Natsuko?)
 Seiyū: Anna Nagase, Susana Moreno (español latino)
Luke Braveheart (ルーク・ブレイブハート Rūku Bureibuhāto?)
 Seiyū: Kazuki Ura, Elliot Leguizamo (español latino)
Unio (ユニオ Yunio?)
 Seiyū: Rie Kugimiya, Desireé González (español latino)
Memmeln (メメルン Memerun?)
 Seiyū: Minori Suzuki, Cynthia Chong (español latino)
QJ
 Seiyū: Akio Suyama, Roberto Carrillo (español latino)
Justice
 Seiyū: Romi Park
Destiny Heartwarming
 Seiyū: Manaka Iwami
Chingosman
 Seiyū: Kentarō Tone
Ganger
 Seiyū: Masashi Yamane
Capitan
 Seiyū: Katsuhisa Hōki
Admiral
 Seiyū: Sayaka Ohara

## Producción y lanzamiento
La serie está animada por MAPPA, dirigida por Mitsue Yamazaki y escrita por Kimiko Ueno, con Sumie Noro como asistente de dirección y Yukari Hashimoto componiendo la música. Los diseños originales de los personajes son de Yoshiteru Tsujino, mientras que Kayoko Ishikawa adapta los diseños para la animación. Se estrenó el 5 de enero de 2025 en TV Tokyo y otras estaciones de TX Network. El tema de apertura es «Zen», interpretado por Band-Maid, mientras que el tema de cierre es «Tada, Kimo no Mama de» (ただ、君のままで?), interpretado por Sou. Crunchyroll obtuvo la licencia de la serie fuera de Asia.
El 13 de diciembre de 2024, Crunchyroll anunció que la serie recibieron ambos doblajes tanto en español latino como en castellano, los cuales se estrenaron el 5 de enero de 2025.

### Lista de episodios
| N.º | Título                                                            | Dirigido por                                            | Escrito por | Guion gráfico por                           | Fecha de emisión original |
| --- | ----------------------------------------------------------------- | ------------------------------------------------------- | ----------- | ------------------------------------------- | ------------------------- |
| 1   | «Línea de partida.» Transcripción: «Shisen.» (en japonés: 始線。) | Sumie Noro                                              | Kimiko Ueno | Mitsue Yamazaki                             | 5 de enero de 2025        |
| 2   | «Defensa a muerte.» Transcripción: «Shishu.» (en japonés: 死守。) | Ai Kondō                                                | Kimiko Ueno | Risako Yoshida                              | 12 de enero de 2025       |
| 3   | «Destino.» Transcripción: «Unmei.» (en japonés: 運命。)           | Yasufumi Soejima                                        | Kimiko Ueno | Yasufumi Soejima                            | 19 de enero de 2025       |
| 4   | «Eternidad.» Transcripción: «Eien.» (en japonés: 永遠。)          | Iho Ishikawa                                            | Kimiko Ueno | Mitsue Yamazaki                             | 26 de enero de 2025       |
| 5   | «Justicia.» Transcripción: «Seigi.» (en japonés: 正義。)          | Shinji Imada                                            | Kimiko Ueno | Shinji Imada                                | 2 de febrero de 2025      |
| 6   | «Cambios.» Transcripción: «Henka.» (en japonés: 変化。)           | Kiyoshi MatsudaYasutomo Okamoto                         | Kimiko Ueno | Teruyuki ŌmineHiroshi Kobayashi             | 9 de febrero de 2025      |
| 7   | «Primer amor.» Transcripción: «Hatsukoi.» (en japonés: 初恋。)    | Tokio Igarashi                                          | Kimiko Ueno | Tokio Igarashi                              | 16 de febrero de 2025     |
| 8   | «Confesión.» Transcripción: «Kokuhaku.» (en japonés: 告白。)      | Im Ka Hee                                               | Kimiko Ueno | Im Ka Hee                                   | 23 de febrero de 2025     |
| 9   | «Héroe.» Transcripción: «Yūsha.» (en japonés: 勇者。)             | Sumie Noro                                              | Kimiko Ueno | Kiyoshi MatsudaRisako YoshidaTokio Igarashi | 2 de marzo de 2025        |
| 10  | «Confusión.» Transcripción: «Konran.» (en japonés: 混乱。)        | Mitsue YamazakiYōhei TsuchiyaKazuo MiyakeYasuhiro Geshi | Kimiko Ueno | Shinji Imada                                | 10 de marzo de 2025       |
| 11  | «Desesperación.» Transcripción: «Zetsubō.» (en japonés: 絶望。)   | Jun Shishido                                            | Kimiko Ueno | Jun Shishido                                | 17 de marzo de 2025       |
| 12  | «Zenshu.» Transcripción: «Zenshū.» (en japonés: 全修。)           | Mitsue YamazakiSumie NoroIho IshikawaTokio Igarashi     | Kimiko Ueno | Mitsue YamazakiHiroshi Kobayashi            | 23 de marzo de 2025       |